# Mueß

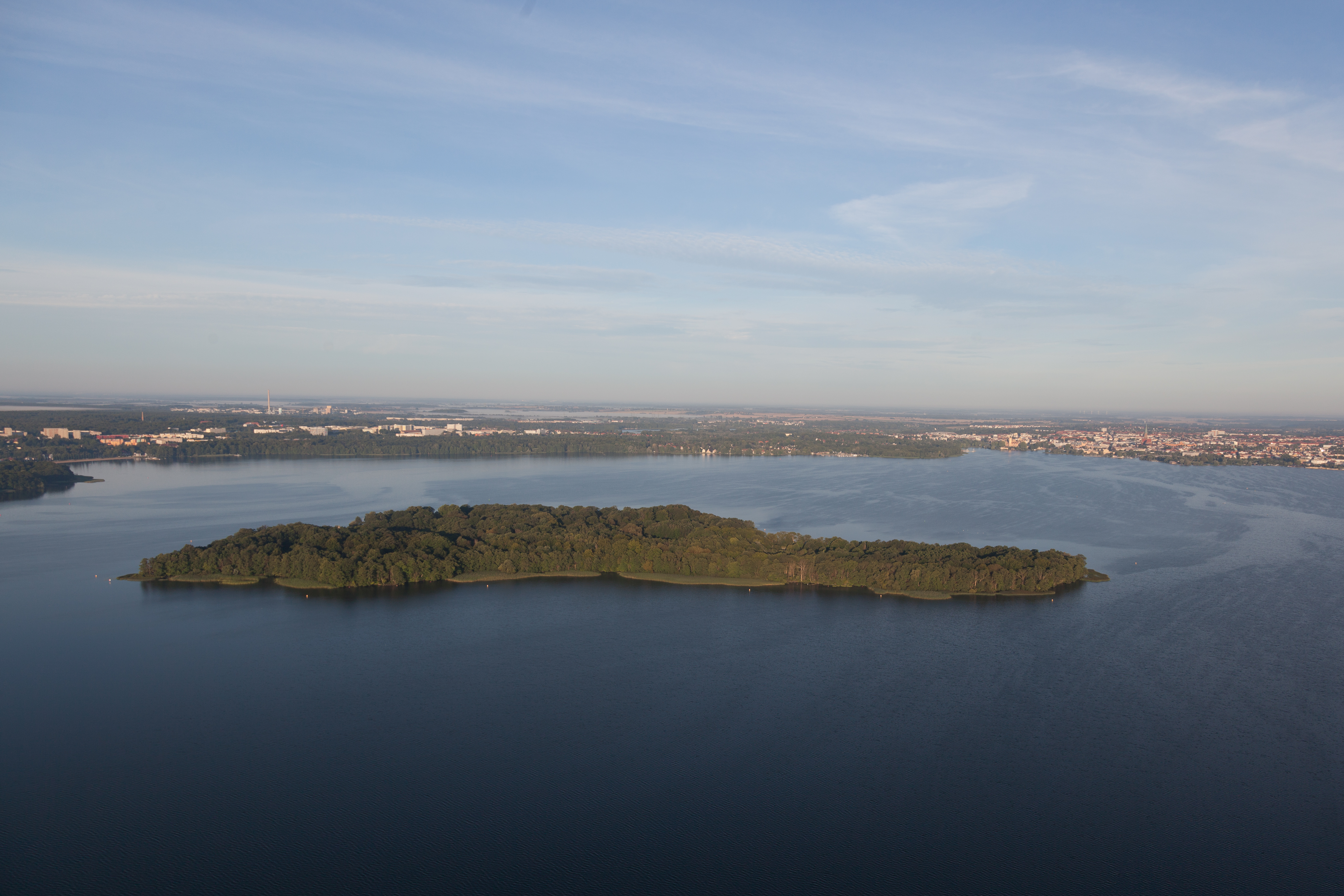
Die Insel Kaninchenwerder im Schweriner See ist ein beliebtes Ausflugsziel.

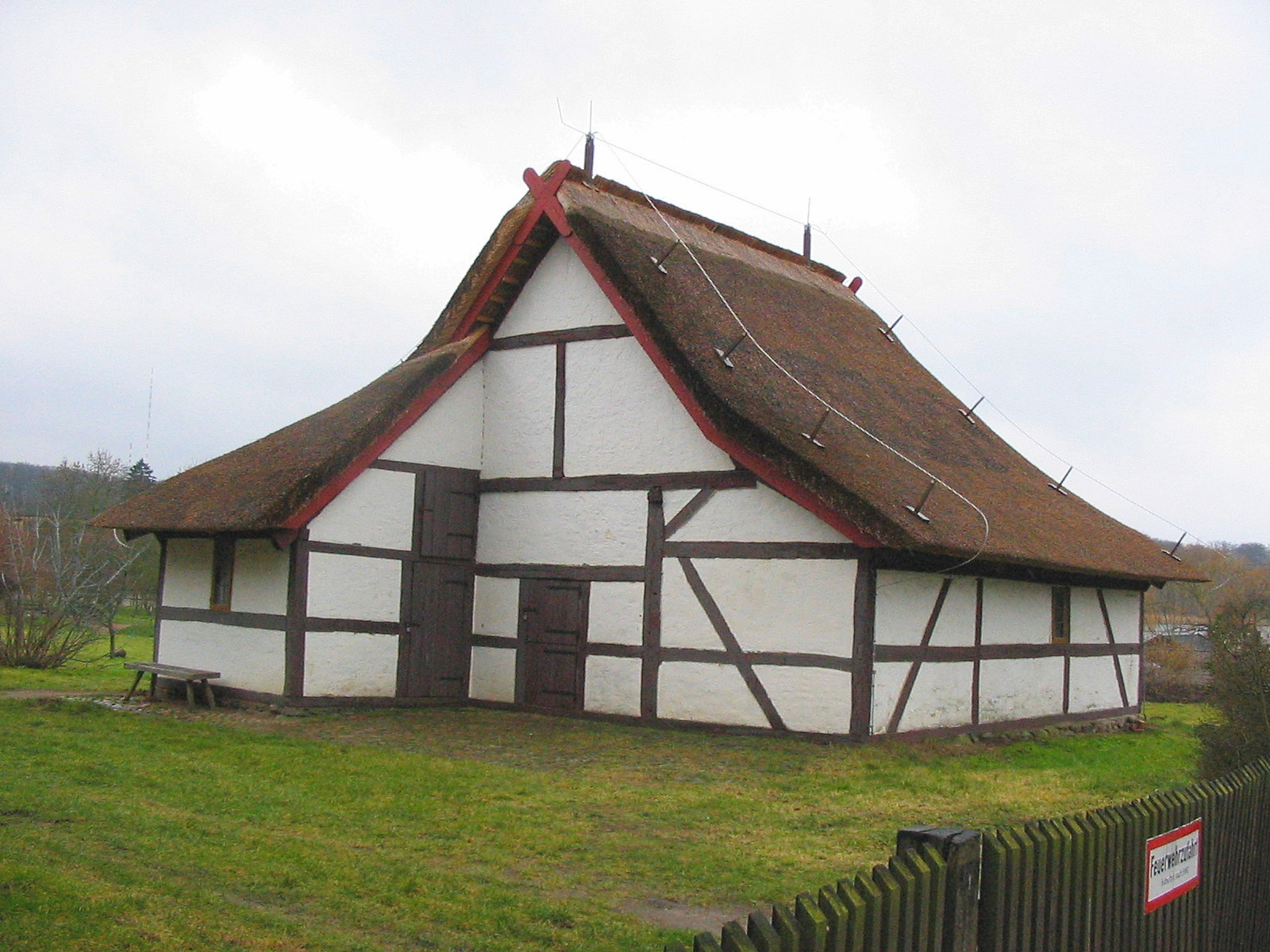
Hirtenkate im Freilichtmuseum Mueß

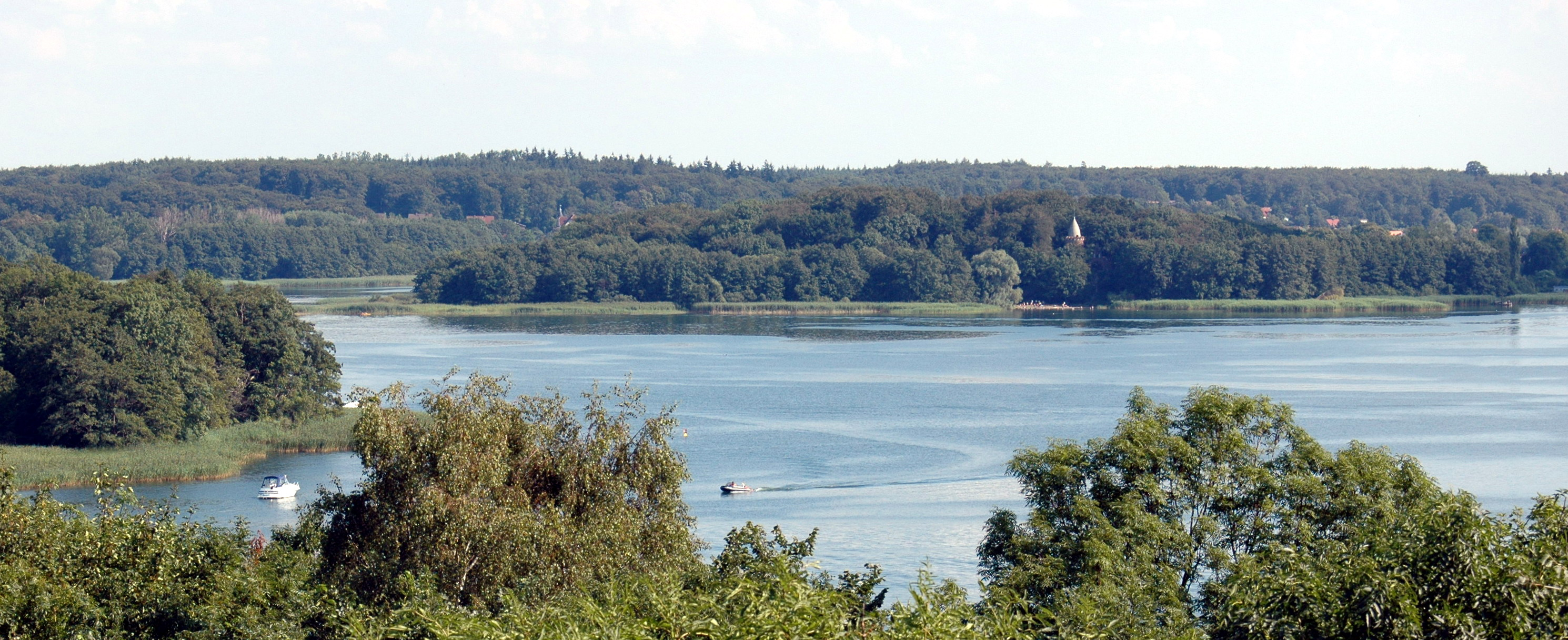
Blick auf die Halbinsel Reppin

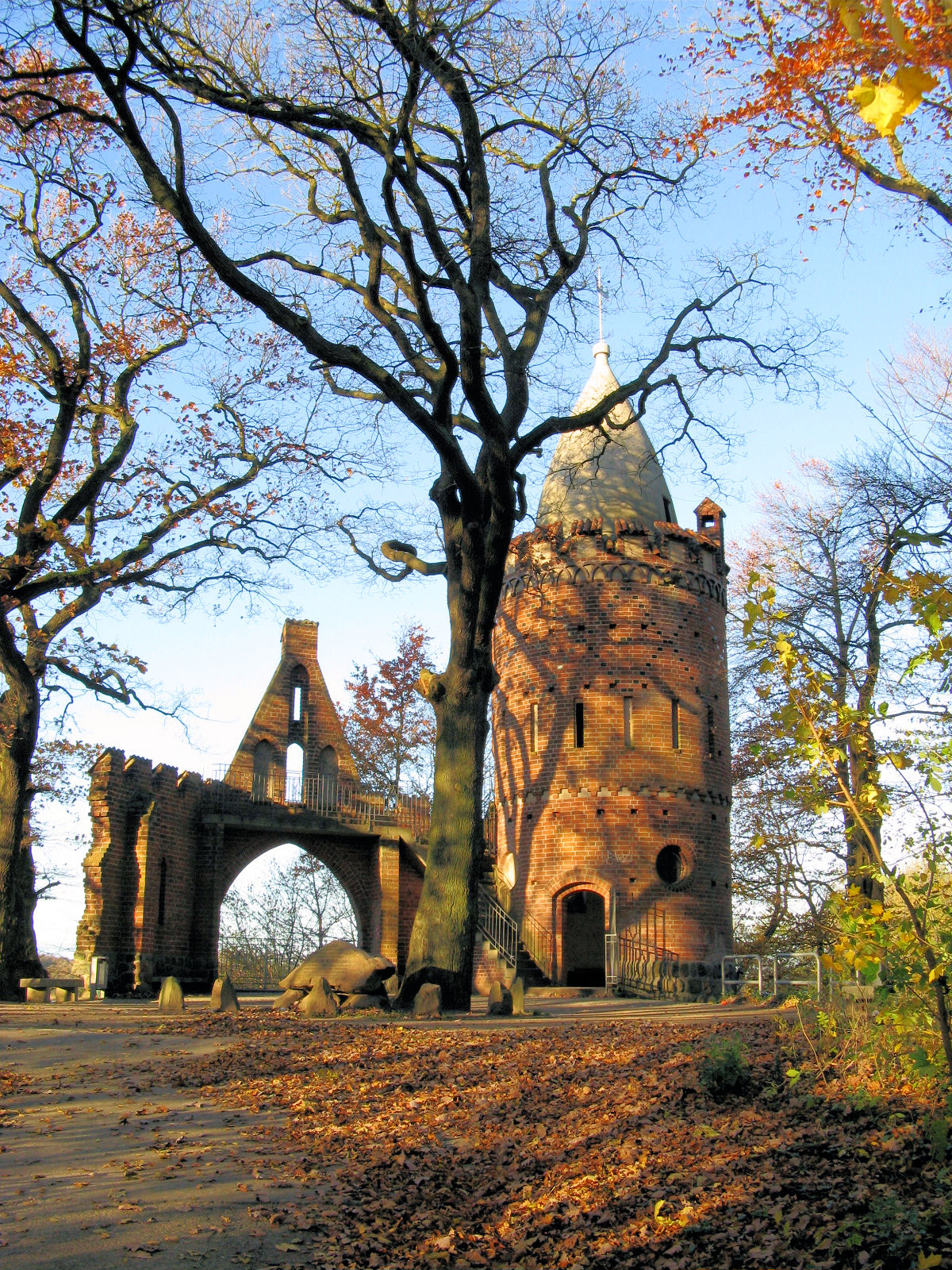
1907 errichtete Reppiner Burg

Mueß ist ein Stadtteil von Schwerin, der Landeshauptstadt Mecklenburg-Vorpommerns, mit 956 Einwohnern mit Hauptwohnsitz und einer Fläche von 327 Hektar.

## Lage
Mueß liegt im Südosten des Schweriner Stadtgebiets am Südufer des Schweriner Sees und grenzt im Westen an die Stadtteile Zippendorf und Mueßer Holz sowie im Süden und Osten an das zum Landkreis Ludwigslust-Parchim gehörende Gemeindegebiet von Raben Steinfeld. Der als Innensee bezeichnete Südteil des Schweriner Sees bildet hier die Mueßer Bucht zwischen dem zu Zippendorf gehörenden Ziptehorn und der auf Mueßer Gebiet befindlichen und auf der Seeseite bewaldeten Halbinsel Reppin aus. Die Stör, der als schiffbarer Kanal ausgebaute natürliche Abfluss des Schweriner Sees, bildet die Ostgrenze von Mueß; im Westen grenzt das Waldgebiet Mueßer Holz des gleichnamigen Stadtteils an. Die Gemarkung ist von einigen Entwässerungsgräben durchzogen, wie etwa dem Mueßer Abzugsgraben im Westen, der in den See mündet, sowie weiteren Gräben im Osten, die zumeist in die Stör entwässern. Einen großen Teil des landseitigen Gebiets des Stadtteils nimmt die Niederfeldische Wiese ein.
Zu Mueß gehören die im Schweriner See befindlichen Inseln Kaninchenwerder und Ziegelwerder.

## Geschichte
Bereits Georg Christian Friedrich Lisch ging davon aus, dass die Halbinsel Reppin von Slawen besiedelt war und sich hier ein slawischer Burgwall befand. Zwar ist diese Auffassung bis heute nicht gänzlich bewiesen, sie wird jedoch durch die Lage des Walls sowie durch archäologische Funde gedeckt. In der Nähe befinden sich auch ehemalige Tongruben und Abfälle einer Ziegelproduktion.
Selbst der Name lässt sich aus dem slawischen Repin ableiten und bedeutet so viel wie Rübenland oder Rübendorf, was auf eine landwirtschaftliche Nutzung in dieser Zeit schließen lässt.
Die erste urkundliche Erwähnung des ursprünglichen Fischer- und Bauerndorfes Mueß stammt aus dem Jahr 1304. Das Dorf befand sich zu der Zeit im Besitz des Ritters von Hazekop. Am Ende des 15. Jahrhunderts wurde es durch den mecklenburgischen Herzog erworben. Nach dem Dreißigjährigen Krieg, in dem das Dorf zerstört wurde und wüst fiel, erfolgte eine Neubesiedlung. 1775 wurde eigens für die Prinzessin Charlotta ein Wanderweg zwischen Zippendorf und Mueß angelegt, der für kurze Zeit durch einen Schlagbaum vor fremder Nutzung geschützt wurde. Dort wo sich Schweriner See und Störwasserstraße treffen existierte über Jahrhunderte eine wichtige Zolleinnahmestelle, es entstand zudem ein „Fähre“-Krug, den Fährleute oder Brückenwärter bewirtschafteten. „Zur Fähre“ wurde zur Gaststätte um- und ausgebaut. In der Nacht vom 14./15. November 1993 vernichtete ein verheerendes Feuer den „Diskotek“-Anbau und die Gaststätte erlitt beträchtlichen Schaden, seitdem entstellt die Ruine den Stadtteil Mueß immer noch. Vor dem Bau des Paulsdamm 1842 verlief der größte Teil des Verkehrs in Richtung Rostock und Güstrow dort entlang.
Am 1. Oktober 1936 wurde Mueß zusammen mit anderen Dörfern nach Schwerin eingemeindet.

## Sehenswürdigkeiten
1907 wurde auf der Halbinsel Reppin eine künstliche Burgruine, die sogenannte Reppiner Burg, auf einer Anhöhe am Ufer des Schweriner Sees errichtet. Der Burgturm kann bestiegen werden. Von ihm hat man Ausblick auf den Schweriner See einschließlich der Inseln Kaninchenwerder und Ziegelwerder sowie auf die Silhouette der Schweriner Innenstadt. Vor der Burgruine befindet sich ein Gedenkstein für Friedrich Wilhelm, einem Sohn von Großherzog Friedrich Franz II.
Seit 1970 wurde mit dem Freilichtmuseum Schwerin-Mueß ein agrarhistorisches Museum aufgebaut. Es beinhaltet unter anderem teils reetgedeckte, erhaltene und restaurierte Gebäude des Dorfkerns, eine 1975 aus Stove (Gemeinde Carlow) umgesetzte Schmiede, ein niederdeutsches Hallenhaus, eine mecklenburgische Hallendielenscheune, eine Büdnerei und die ehemalige Dorfschule. Das Freilichtmuseum informiert über die Lebensweise der mecklenburgischen Landbevölkerung vom 17. Jahrhundert bis zum Beginn des 20. Jahrhunderts.

## Verkehrsanbindung
Durch den Stadtteil führt die Bundesstraße 321, die Schwerin mit der Anschlussstelle Schwerin-Ost der Bundesautobahn 14 sowie mit den Städten Crivitz und Parchim verbindet. Diese Straße ist seit 2022 vollständig vierspurig ausgebaut. Durch Busverbindungen ist Mueß in das Schweriner Nahverkehrsnetz eingebunden.

## Persönlichkeiten
- Roland Materna (* 1934), Politiker und Funktionär der DDR-Blockpartei DBD.